# Castiarina nylanderi
Castiarina nylanderi es una especie de escarabajo del género Castiarina, familia Buprestidae. Fue descrita científicamente por Holynski en 2009.